# Nicolae Păun
Nicolae Păun (n. 9 noiembrie 1964, București, România) este un politician român de etnie romă, membru fondator al Partidei Romilor „Pro Europa” și deputat din partea minorității rome în Parlamentul României.
În legislatura 2000-2004 Nicolae Păun a fost deputat din partea partidei Romilor și președinte al Comisiei pentru drepturile omului, culte și problemele minorităților naționale. În legislatura 2000-2004 Nicolae Păun a fost membru în grupul parlamentar de prietenie cu Republica Coasta de Fildeș. Nicolae Păun a fost reales și în legislaturile 2004-2008, 2008-2012, 2012-2016.
Nicolae Păun este urmărit de DNA, fiind acuzat de spălare de bani, deturnare de fonduri, evaziune fiscală și alte infracțiuni de corupție. 